# Talaia d’Alcúdia
Der Talaia d’Alcúdia ist die höchste Erhebung auf dem Cap del Pinar im Nordosten Mallorcas, das die Buchten Badia de Pollença und Badia d’Alcúdia voneinander trennt.

## Lage und Umgebung
Die beiden Buchten Badia de Pollença und Badia d’Alcúdia werden durch einen ca. 6 km langen Gebirgszug voneinander getrennt, der im Cap del Pinar endet. 
Der höchste Punkt dieses Gebirgszuges ist der Talaia d’Alcúdia. Die Nordseite des Berges ist bewaldet, dort befindet sich auch das ehemalige Kloster Ermita de la Victoria.
Die gegenüberliegende, der Badia d’Alcúdia zugewandte Seite ist dagegen weitgehend karg.
Der Gipfel kann aus mehreren Richtungen als einfache Bergwanderung erreicht werden, der bequemste und schnellste Zugang beginnt an der Nordseite des Berge am Parkplatz vor der Ermita de la Victoria. Am Gipfel selbst befinden sich eine Säule als Markierung und mehrere verfallene Gebäude.

## Ansichten

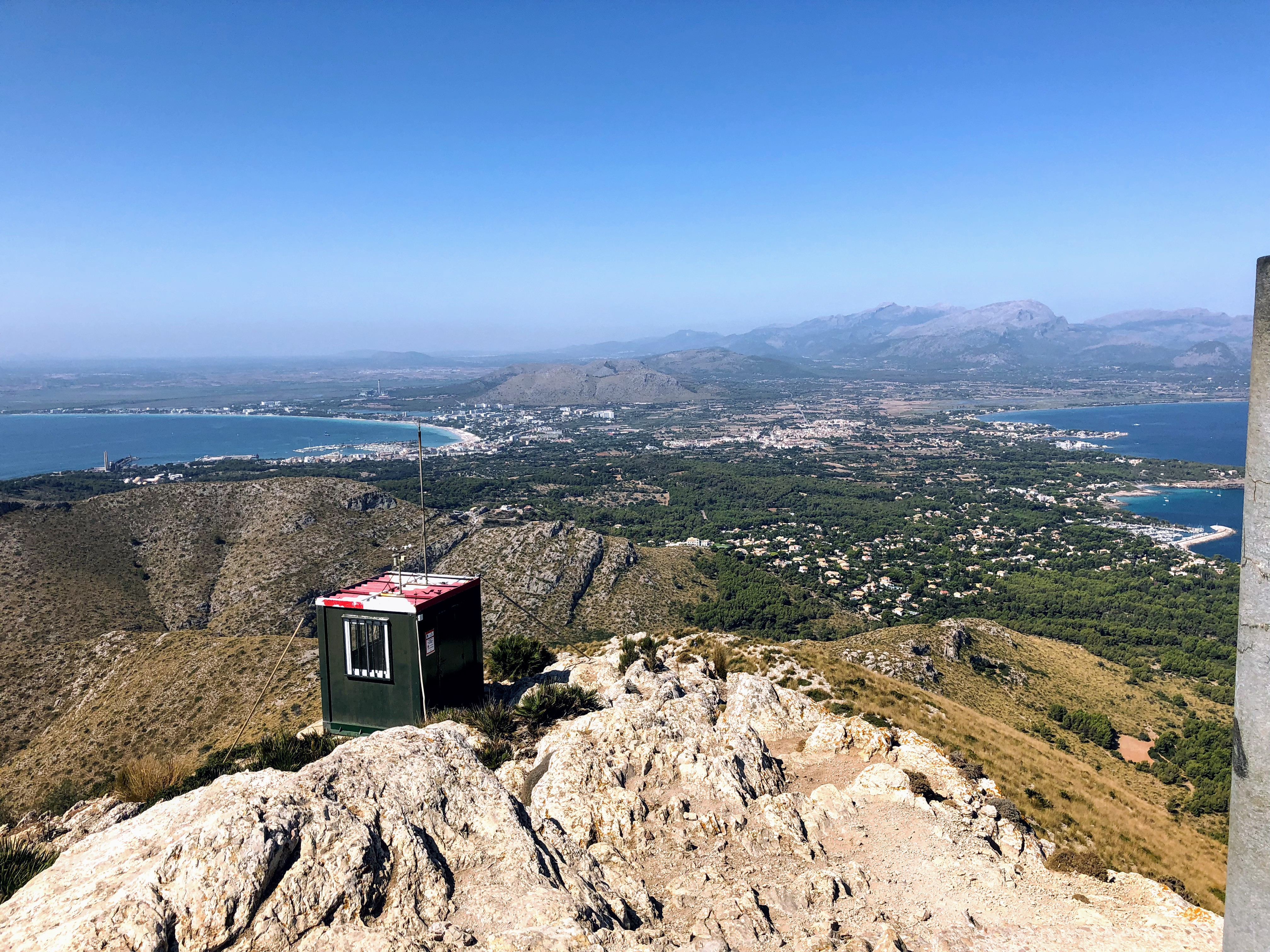
Blick vom Gipfel nach Südwesten in Richtung Alcúdia.